# بالر
بالر (بالإنجليزية: Municipality of Baler )‏ هي بلدية في الفلبين، تقع في أورورا ، وهي عاصمتها، بلغ عدد سكانها 39,562  نسمة وذلك حسب إحصائيات سنة 2015، تبلغ مساحتها 92.55 كيلومتر مربع، رمزها البريدي هو 3200.

## معرض صور

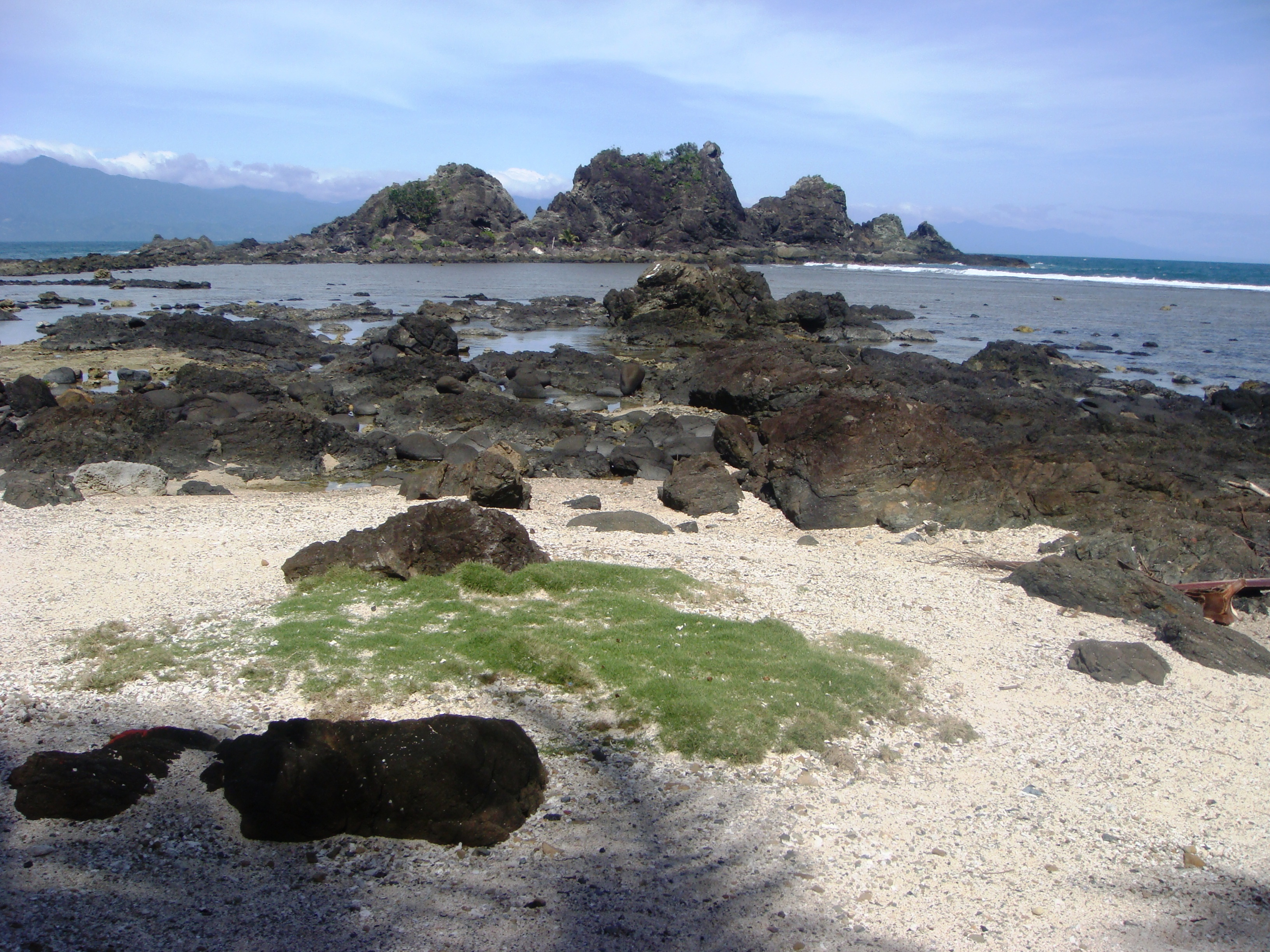
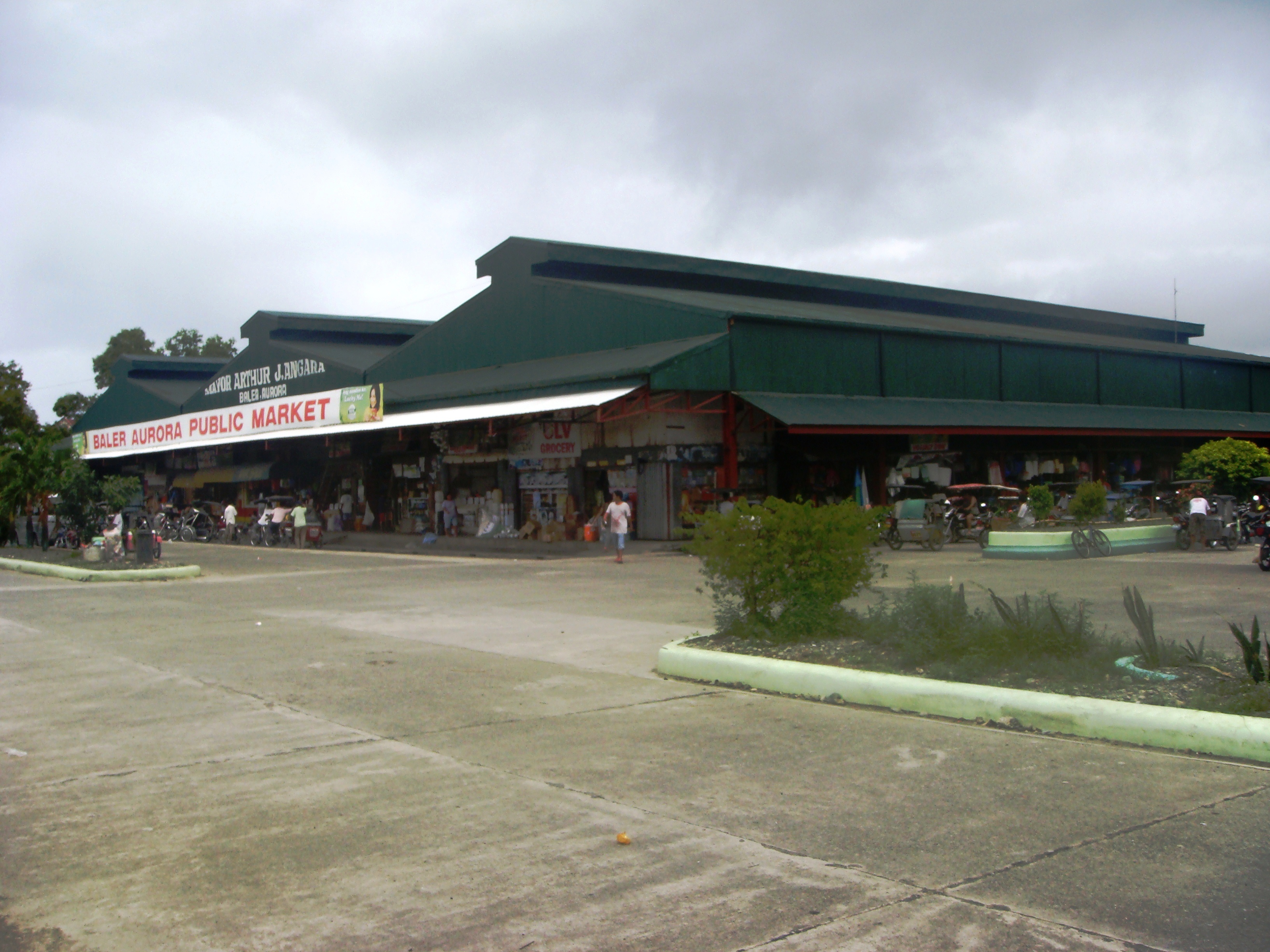
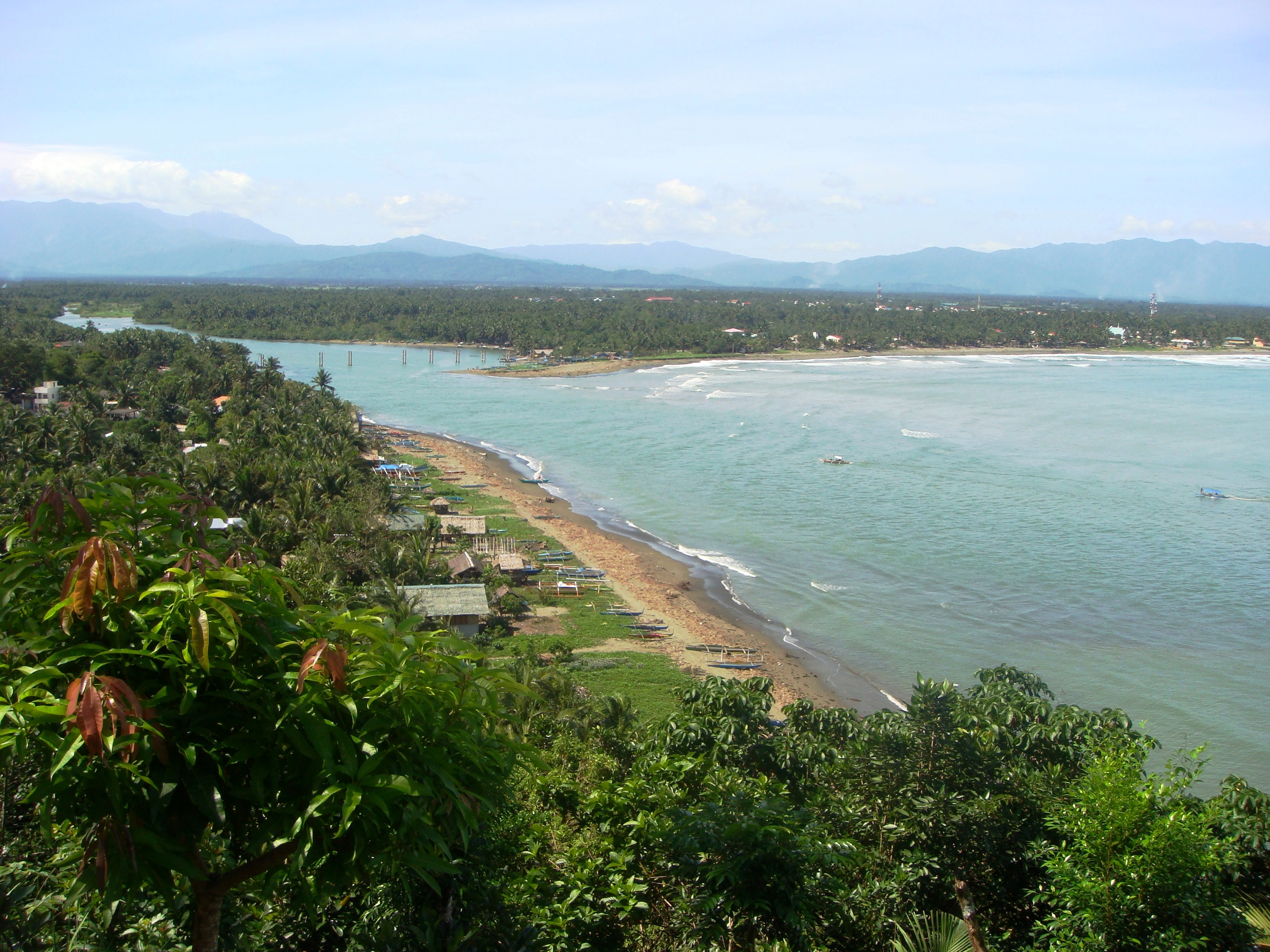
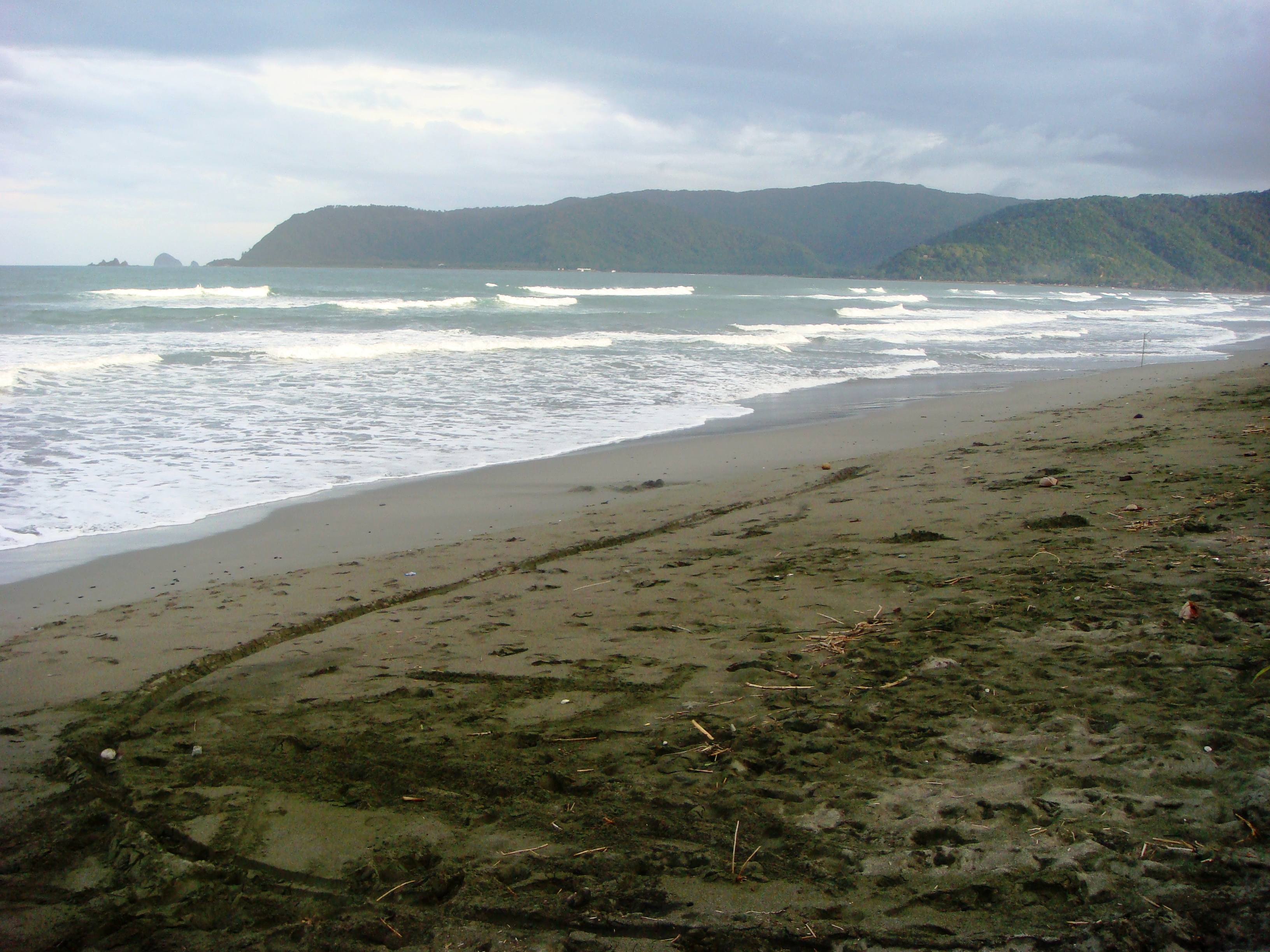

## الموقع
تشترك في الحدود مع:
- Dipaculao [الإنجليزية]‏.

## مدن توأم
المدن التوأم:
- مربلة
- إشبيلية
- Carlet [الإنجليزية]‏
- ألمونتي
- مارتوس، خاين
- Viduerna de la Peña  [لغات أخرى]‏ (منذ 4 سبتمبر 2005)
- مايين
- Tronchón [الإنجليزية]‏.

## أعلام
- مانويل كويزون
- خوان ألونسو زياس
- إدغاردو عنجرة